# Willem van Évreux
Willem van Évreux (overleden op 16 april 1118) was van 1067 tot aan zijn dood graaf van Évreux. Hij behoorde tot het huis Normandië.

## Levensloop
Willem was de zoon van graaf Richard van Évreux uit diens huwelijk met Godechildis, weduwe van Roger I de Tosny, heer van Conches.
In 1066 streed hij aan de zijde van de Normandische hertog Willem de Veroveraar bij de Normandische verovering van Engeland. Hij commandeerde 80 schepen die zijn vader ter beschikking had gesteld en nam deel aan de Slag bij Hastings. Als beloning hiervoor kreeg Willem van Évreux landgoederen in Hampshire, Berkshire en Oxfordshire toegewezen.
In 1067 volgde hij zijn vader op als graaf van Évreux. In de daaropvolgende jaren bleef hij een trouwe vazal van Willem de Veroveraar. In 1081 onderhandelde hij met de hulp van Rogier II van Montgomery een vredesverdrag tussen zijn landsheer en graaf Fulco IV van Anjou. Daarna vocht hij tussen 1084 en 1086 tegen Hubert de Sainte-Susanne, burggraaf van Maine, die in opstand was gekomen tegen de hertog van Normandië.
In 1087 stierf zijn schoonbroer, heer Simon I van Montfort, waarop diens dochter Bertrada hem werd toevertrouwd. Niet veel later kwam er een nieuwe opstand in Maine. De nieuwe hertog van Normandië, Robert Curthose, riep de hulp van graaf Fulco IV van Anjou in om de opstand neer te slaan. Deze stemde toe, op voorwaarde dat hij mocht trouwen met Bertrada. Willem verwachtte in ruil hiervoor een vergoeding, die hij kreeg in de vorm van de erfenis van zijn in 1051 gestorven oom Raoul de Gacé, meer bepaald de heerlijkheden Gacé en Varenguebec. Deze bezittingen waren na de dood van Raoul de Gacé in beslag genomen door Willem de Veroveraar. In 1090 werd de opstand in Maine onderworpen en vond het huwelijk van Bertrada en Fulco IV plaats.
Korte tijd later onderdrukte Willem een opstand in Rouen. De rebellen waren aanhangers van koning Willem II van Engeland, die de macht in Normandië naar zich toe wilde trekken. De volgende jaren moest hij zich bezighouden met een oorlog binnen zijn eigen familie. De rivaliteit tussen zijn echtgenote Helvide en Isabella van Montfort, de echtgenote van zijn halfbroer Raoul II van Tosny, liep zodanig uit de hand, dat Willem en Raoul de wapens opnamen tegen elkaar. In 1095 werd de oorlog gewonnen door Raoul, die Willem tot een verdrag dwong waarin hij diens jongere zoon Roger erkende als erfgenaam. Omdat Roger al op jonge leeftijd overleed, trad dit verdrag echter nooit in werking. In 1097 leidde Willem van Évreux tevens een veldtocht tegen koning Filips I van Frankrijk in Vexin.
In 1098 werd hij, na een nieuwe veldtocht in Maine, door koning Willem II van Engeland benoemd tot gouverneur van Le Mans. Twee jaar later profiteerde Willem van de dood van de Engelse koning om samen met Raoul II de Tosny Beaumont-le-Roger te verwoesten. Een verhitte ontmoeting met koning Hendrik I van Engeland leidde ertoe dat de Engelse koning de soevereiniteit over Évreux rechtstreeks op zich nam. Desondanks streed Willem in 1106 aan de zijde van Hendrik bij de Slag bij Tinchebrai, die ervoor zorgde dat Normandië en Engeland weer onder een heerser verenigd werden.
De daadkracht van Hendrik I van Engeland beviel Willem van Évreux niet. Toen Hendrik in 1112 in Évreux een koninklijke donjon liet bouwen, liet Willem die onmiddellijk weer afbreken. Als gevolg moesten hij en zijn echtgenote Helvide veertien maanden in ballingschap naar Anjou gaan. In die tijd verbond graaf Fulco V van Anjou zich met Willems neef en erfgenaam Amalrik III van Montfort tegen Hendrik I van Engeland, waarbij Willem zich ook zich mogelijk aansloot. Toen er in februari 1113 vrede werd gesloten tussen Normandië en Anjou, kon Willem terugkeren naar zijn graafschap.
Willem van Évreux overleed in april 1118 en werd bijgezet in de Abdij Fontenelle in Saint-Wandrille-Rançon. Hij werd als graaf van Évreux opgevolgd door zijn neef Amalrik III van Montfort, de zoon van Simon I van Montfort en zijn zus Agnes van Évreux.

## Huwelijk en nakomelingen
Zijn echtgenote Helvide (overleden tussen 1113 en 1118) was een dochter van graaf Willem I van Nevers en gravin Ermengarde van Tonnerre. Ze kregen een zoon, die reeds in 1092 overleed.